# Théodore Schaepkens
Théodore Lambert Antoine ("Théodore" of "Theodoor") Schaepkens (Maastricht, 27 januari 1810 – Sint-Joost-ten-Node, 17 december 1883) was een Nederlands-Belgisch kunstschilder, lithograaf, aquarellist, tekenaar en etser. Zijn werk, en dat van zijn eveneens op het gebied van de beeldende kunsten actieve broers Alexander en Arnaud, heeft beperkte artistieke, maar  in sommige opzichten grote documentaire waarde.

## Biografische schets
Théodore Schaepkens werd geboren in een redelijk welvarend middenstandsgezin in Maastricht. Hij was het vierde kind van de in Pruisen geboren Joannes Arnoldus Schaepkens (1770-1849) en de Maastrichtse Marie Anne Rijckelen (1776-1846). Vader Schaepkens was slotenmaker en handelde in kachels en fornuizen. Het gezin woonde boven de winkel in de Grote Staat (destijds nr. 665; tegenwoordig nr. 23), in een huis dat in de twintigste eeuw sterk is verbouwd.
De kunstzinnige broers Théodore, Alexander en Arnaud bezochten alle drie na de lagere school het Koninklijk Atheneum, destijds gevestigd in het oude Dominicanenklooster aan de Helmstraat. Daarnaast bezochten ze de in 1823 door de gemeente opgerichte Stadsteekenschool, gevestigd in de voormalige Augustijnenkerk en geleid door de kunstschilder Pierre Lipkens. In 1825 won de vijftienjarige Théodore de koninklijke medaille in de categorie tekenen naar gipsmodel en een jaar later was hij prijswinnaar in de categorie tekenen naar natuur. Toen Pierre Lipkens in juli 1826 ziek werd en een maand later overleed, werd de zestienjarige Théodore als meest gevorderde leerling aangesteld als tijdelijk docent.
Nog in hetzelfde jaar 1826 schreef Théodore zich in aan de Koninklijke Academie voor Schone Kunsten in Antwerpen, waar hij onder meer werd gevormd door de toenmalige directeur, Mattheus Ignatius van Bree. Hij maakte er onder anderen kennis met de beeldhouwers Willem en Jozef Geefs, de metaalbewerkers Jan Verberckt en Gerard Beukens, en de etser Erin Corr. Met eerstgenoemde – die in 1834 zijn borstbeeld vervaardigde – bleef hij jarenlang bevriend en trok hij in 1829 naar Parijs. Hier volgde hij lessen bij de destijds beroemde schilder Louis Hersent aan de Ecole des Beaux Arts. In het Louvre kopieerde hij oude meesters en in de Parijse prentenkabinetten bestudeerde hij historische kostuums. In 1830 verbleef hij enige maanden in Brussel en zond er voor het eerst enkele werken in naar de Salon van Brussel. Na het uitbreken van de Belgische Revolutie keerde hij terug naar zijn ouderlijk huis in Maastricht, waar hij diverse portretten van stadgenoten maakte.

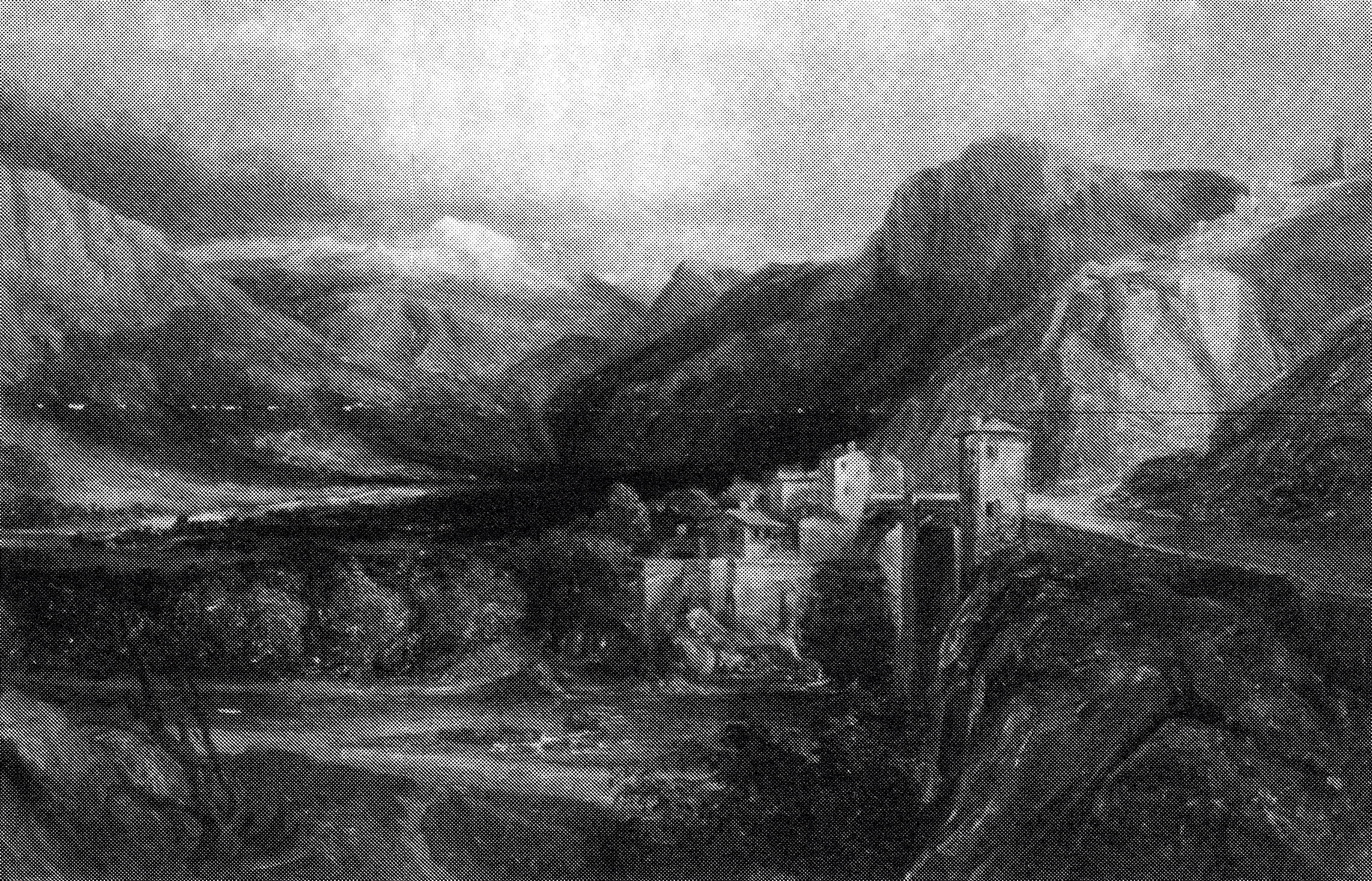
Alpenlandschap, geschilderd tijdens of kort na zijn reis door Italië en de Alpen, ca. 1835

In 1832 dong hij in Antwerpen mee naar de Belgische Prix de Rome. Antoine Wiertz won dat jaar de prestigieuze prijs; Schaepkens werd tweede met een klassiek historiestuk: Scipio Africanus. Tijdens het Beleg van Antwerpen door de Fransen later dat jaar maakte hij diverse schetsen van gevechtshandelingen. Met Willem Geefs en Gustaaf Wappers deelde hij een atelier in het Vleeshuis. Hij schilderde er onder andere De inname van Maastricht in 1579 – waarschijnlijk geïnspireerd door de actuele situatie in Antwerpen – en Columbus met zijn zoon voor de poorten van een klooster, doeken die beide in 1833 te zien waren op de eerste nationale kunstexpositie in Brussel, georganiseerd door Charles Rogier. Beide schilderijen oogstten veel bijval en het eerste werd aangekocht door het Koninklijk Museum. Aangespoord door dit succes verhuisde hij, weer met Willem Geefs, naar Brussel. Samen maakten ze in 1834-1835 een reis naar Italië, onder andere naar Florence, Rome en Napels. Op de terugweg bezocht Schaepkens – alleen – Venetië, Bologna, Tirol en Beieren. Na zijn terugkeer in Brussel stelde hij op de Salon van 1836 zijn werk Everaard t'Serclaes stervend op de Grote Markt te Brussel tentoon. Dit werk viel niet in de smaak, wat mogelijk ertoe leidde dat hij naar Maastricht terugkeerde.

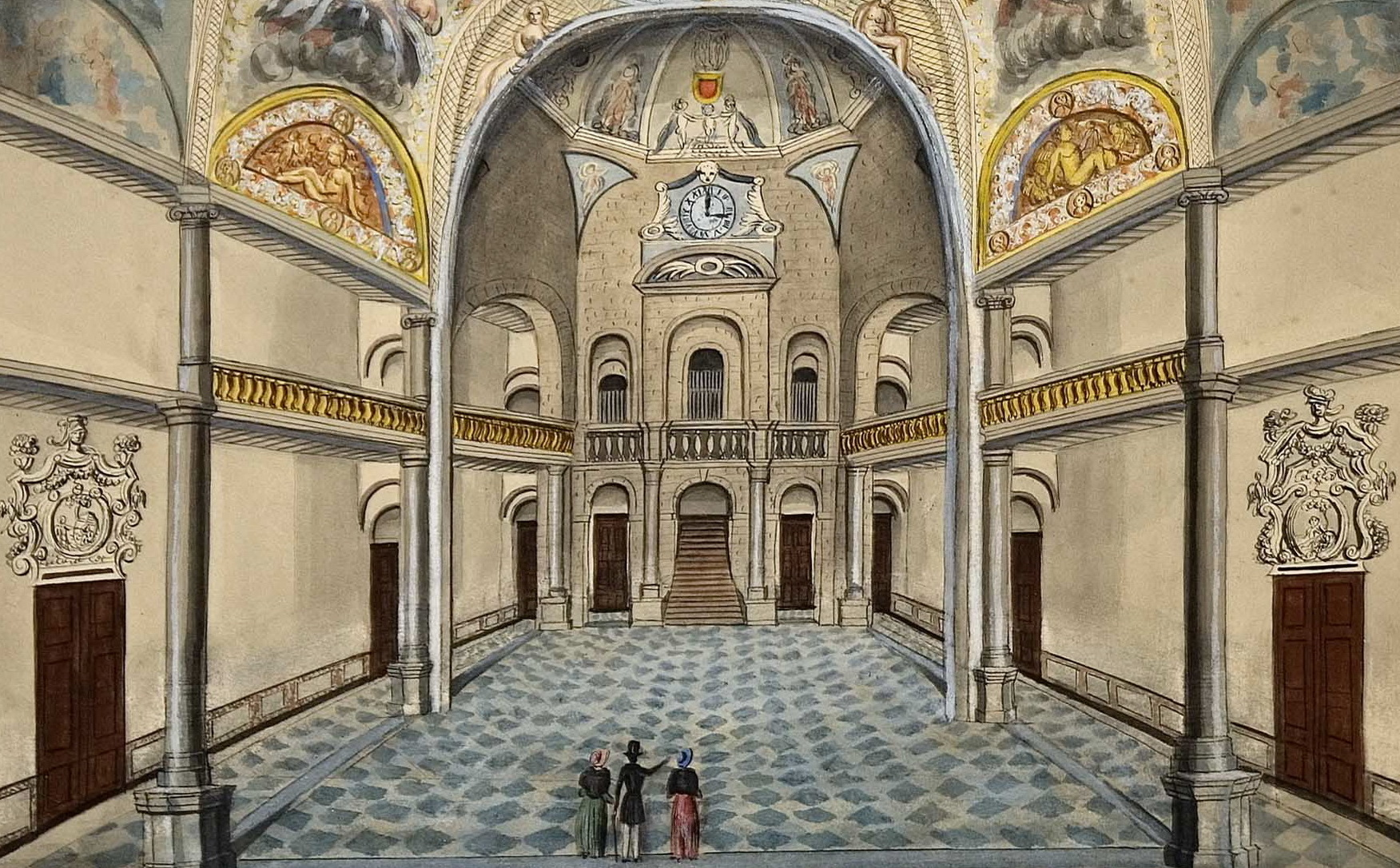
Stadhuis van Maastricht, interieur hal. In de muraalbogen de grisailles van Théodore Schaepkens (tekening Ph. van Gulpen, 1853)

Van 1836 tot 1842 werkte Schaepkens in Maastricht aan verschillende projecten. Zo schilderde hij twee grisailles voor de hal van het stadhuis, die bij een latere restauratie zijn verwijderd. Ook de drie gebrandschilderde ramen die hij voor de apsis van de Sint-Servaaskerk maakte, werden nog tijdens zijn leven verwijderd. In 1841 was hij betrokken bij de organisatie van een historische optocht, waarvoor hij een tiental litho's met klederdrachten maakte. In hetzelfde jaar schilderde hij diverse decoraties voor openbare gebouwen ter gelegenheid van het bezoek van koning Willem II. Ook portretteerde hij in deze periode diverse vooraanstaande Maastrichtenaren, onder anderen baron Dibbets.
Van 1842 tot aan zijn dood woonde Schaepkens opnieuw in Brussel. In 1848 kocht hij in de voorstad Sint-Joost-ten-Node een huis met een grote tuin, waarin hij een ruim atelier liet bouwen. Het atelier was ingericht in middeleeuwse stijl met harnassen, wapens, kostuums en vaandels. Zijn broer Arnaud woonde bij hem in. In deze periode nam zijn productiviteit af en met zijn inzendingen naar de Salon oogstte hij geen succes. Hij stierf na een lang ziekbed op 73-jarige leeftijd. Zijn broers schonken enkele van zijn werken aan Belgische musea; de rest werd in 1887 openbaar verkocht.

## Werk

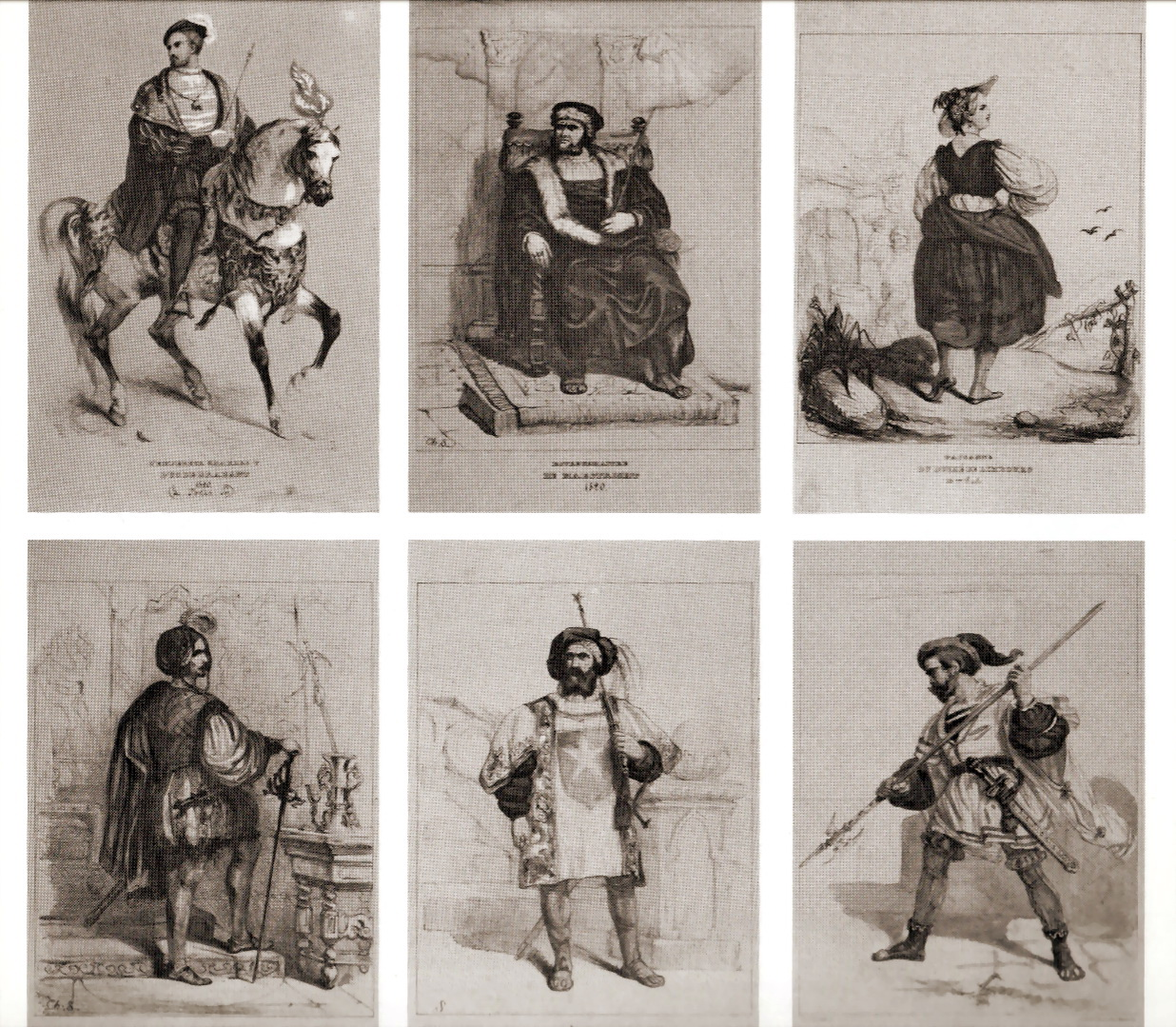
Zes litho's van 16e-eeuwse klederdrachten n.a.v. historische optocht, 1841

Théodore Schaepkens heeft zijn leven lang geworsteld met de belofte van een groot kunstenaar die tijdgenoten in hem zagen, een verwachting die hij niet heeft kunnen waarmaken. Zijn ambitie om een belangrijk historieschilder te worden, bleef steken in zijn academisme en zijn onvolkomen techniek. Zijn universalisme belemmerde hem om uit te blinken in een bepaald genre. Zijn werk wordt gekenmerkt door grote kwaliteitsverschillen. Daarbij zijn enkele van zijn meest succesvolle werken verloren gegaan of niet meer te traceren, waaronder Galilei in overpeinzing (ca. 1830), Columbus geketend in de kerker (ca. 1830) en Scipio Africanus (1832).
Schaepkens was tamelijk succesvol met zijn ruiterstukken en -portretten. Het historiestuk De inname van Maastricht in 1579 (1832) heeft een dynamische compositie met een sterke wisselwerking tussen ruiter en paard. De portretten van Robert de Jérusalem en Jeanne d'Arc werden in 1842 geroemd, met name vanwege de natuurlijke weergave van de paarden. Een omslag in zijn carrière betekende de koele ontvangst van Everaard t'Serclaes stervend op de Grote Markt te Brussel, een potentieel heroïsch schilderstuk, dat echter door zijn statische compositie en houterige gezichtsuitdrukkingen achterbleef bij soortgelijk werk van zijn studiegenoten De Keyser, Wiertz en Wappers.
De daarop volgende jaren in Maastricht (1836-1842) waren zeker niet onvruchtbaar. Hij werkte er als kleine zelfstandige in dienst van de Maastrichtse burgerij. Uit deze periode dateren enkele van zijn beste portretten, zijn participaties in de historische Karel V-optocht en het bezoek van koning Willem II, en diverse religieuze werken geschilderd in opdracht van kerken in Maastricht en omgeving. Wat die laatste categorie betreft, wist Schaepkens zijn opdrachtgevers te behagen met ontroerende, zo niet sentimentele voorstellingen, die op het gemoed van negentiende-eeuwse gelovigen de gewenste uitwerking hadden. Voorbeelden zijn De apotheose van Sint-Servaas (1837), De tenhemelopneming van Maria (ca. 1851) en De onnozele kinderen. Van diverse tekeningen en schilderijen maakte hijzelf of zijn jongste broer Arnaud gravures.
Het werk van de laatste twintig jaren in Brussel, als miskend genie teruggetrokken levend in zijn zonderling ingerichte atelier, weerspiegelt zich in een afnemende productie met nog maar weinig schilderstukken, enkele ontwerpen voor allegorische gedenktekens en een serie somber-ogende, Rembrandteske etsen.

## Artistieke nalatenschap
Théodore Schaepkens wist tijdens zijn leven een zekere faam te vergaren, met name door zijn grote historiestukken en religieuze schilderingen, maar hij bleef steken in de  romantische stijl van de vroege en midden negentiende eeuw. De veranderende smaak van het publiek, dat geleidelijk wende aan Impressionisme en realisme, was er mede schuldig aan dat zijn werk na zijn overlijden in de vergetelheid raakte. In 1936 werden diverse werken van de drie gebroeders Schaepkens in Maastricht tijdelijk tentoongesteld. In 1990 stond Théodore Schaepkens korte tijd opnieuw in de schijnwerpers, toen het Bonnefantenmuseum een groot aantal schilderijen, tekeningen en etsen van hem opnam in een tentoonstelling over het negentiende-eeuwse kunstklimaat in Maastricht. Bij die gelegenheid verscheen een catalogus, waarin vijf auteurs verschillende aspecten van zijn leven en kunstenaarschap belichtten.
Théodore Schaepkens' artistieke nalatenschap is verdeeld over verschillende collecties. Enkele olieverfschilderijen zijn eigendom van Limburgs Geschied- en Oudheidkundig Genootschap (LGOG) en bevinden zich, deels in slechte staat, in het depot van het Bonnefantenmuseum in Maastricht. Het Limburgs Museum in Venlo bezit een portret van generaal Bernardus Johannes Cornelis Dibbets uit 1839 en een ruiterportret van koning Willem II uit 1840. Een belangrijk historisch schilderij, een Scène uit het beleg van Maastricht door de hertog van Parma uit 1832 bevindt zich in de Koninklijke Musea voor Schone Kunsten van België te Brussel. Enkele religieuze werken bevinden zich in kerken in Maastricht en elders. Van de Hemelvaart van Sint-Servaas in de dagkapel van de Sint-Servaasbasiliek maakte Schaepkens etsen, zoals hij dat ook van ander werk deed. Voor de Sint-Pieterskerk in Nieuwerkerken en de Sint-Petruskerk in Gingelom schilderde hij een serie kruiswegstaties. Een aantal tekeningen en prenten van Théodore Schaepkens bevindt zich in de collectie van het Regionaal Historisch Centrum Limburg in Maastricht. Het Rijksmuseum Amsterdam bezit enkele getekende en gegraveerde zelfportretten van Théodore en enkele honderden andere etsen van hem en zijn broers.
Portretten

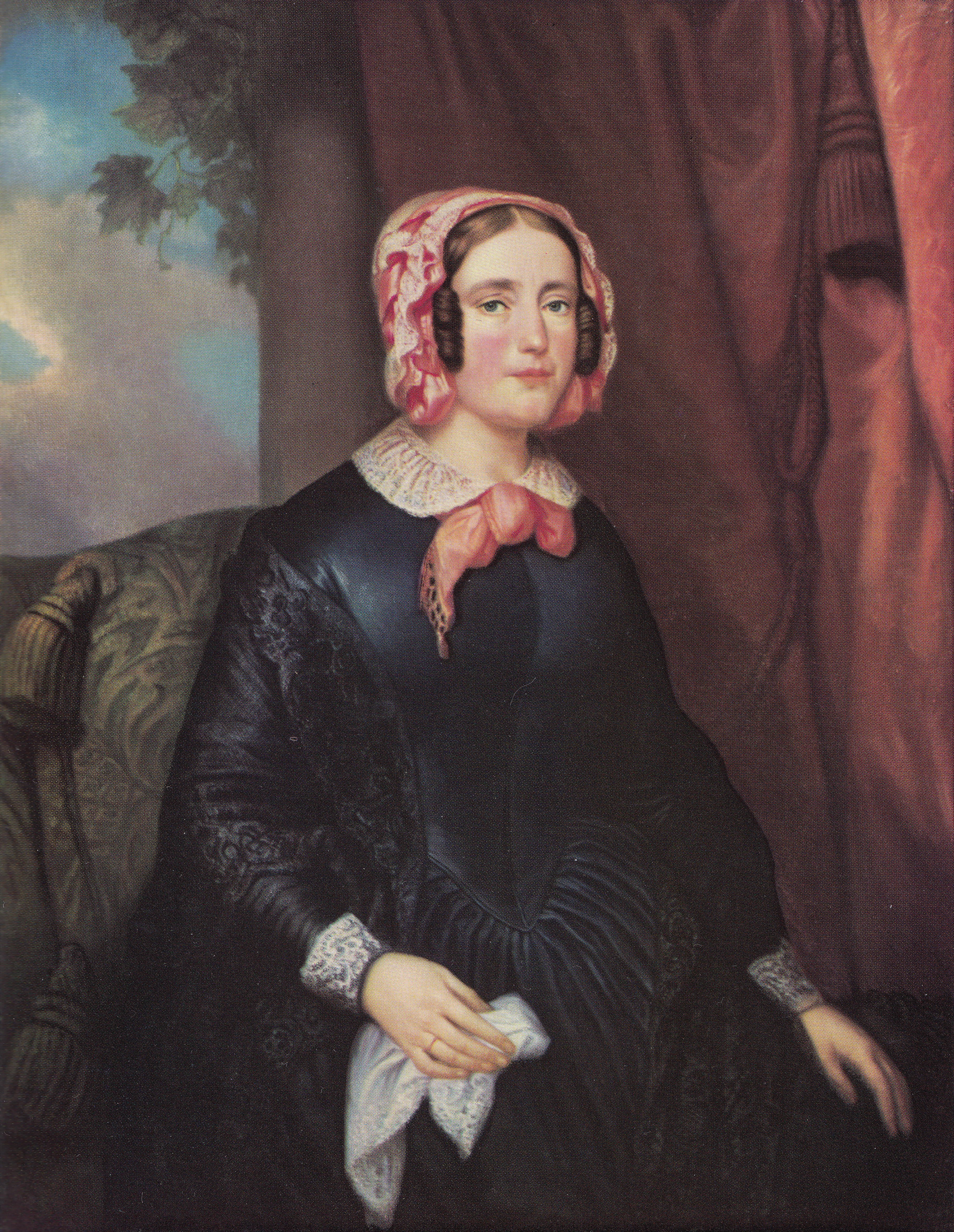
Portret van Aldegonda Hoeberechts, ca. 1835
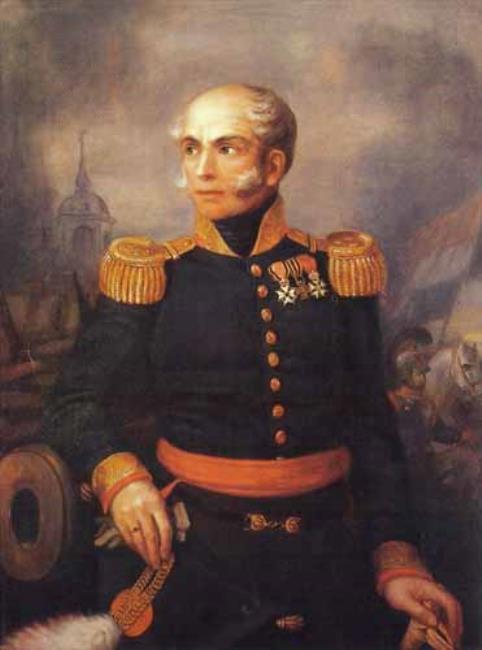
Portret van generaal Dibbets, 1839
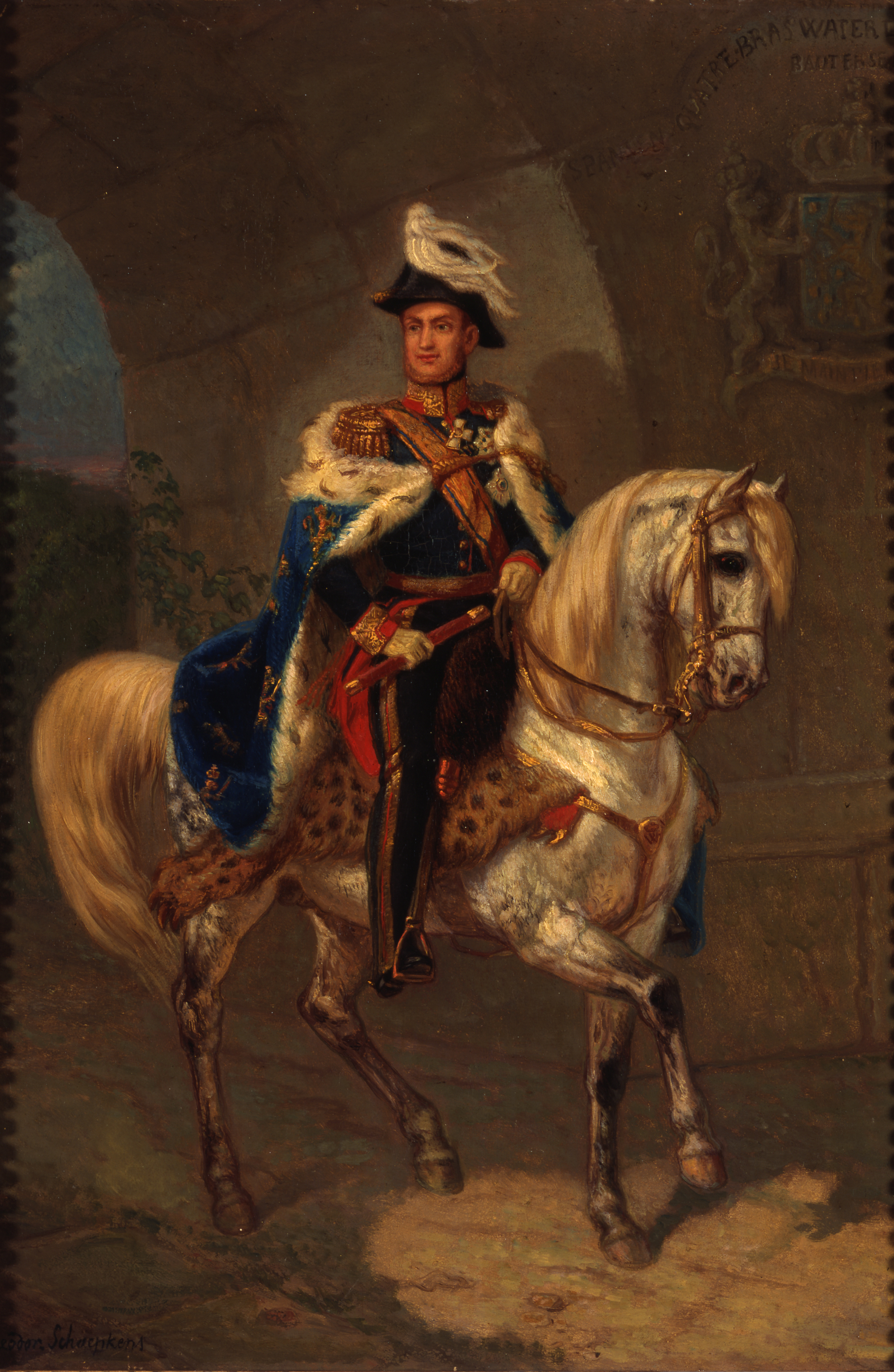
Ruiterportret van koning Willem II, 1840
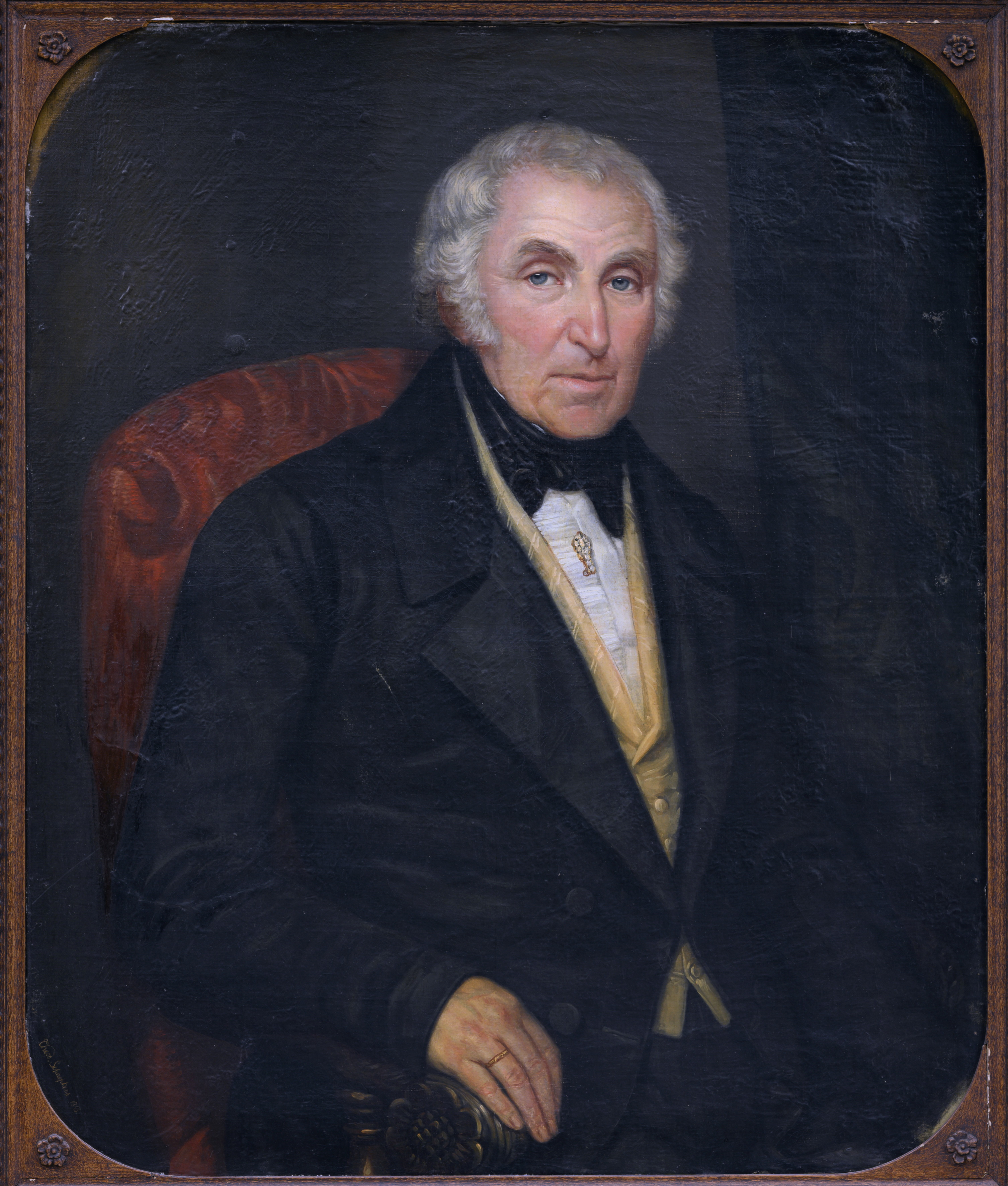
Portret van de vader van de schilder, Joannes Arnoldus Schaepkens, 1848

Historische en allegorische schilderingen

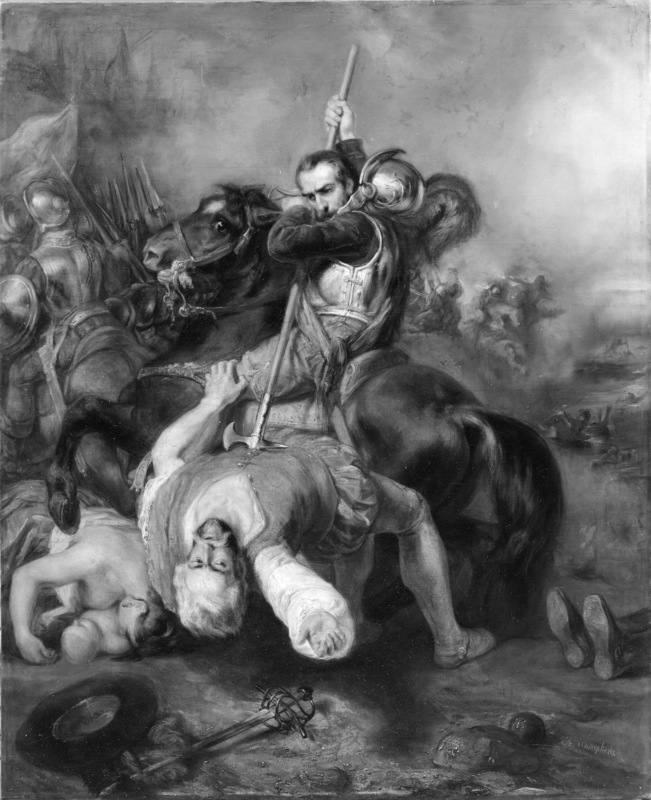
Scène uit het beleg van Maastricht door de hertog van Parma, 1832
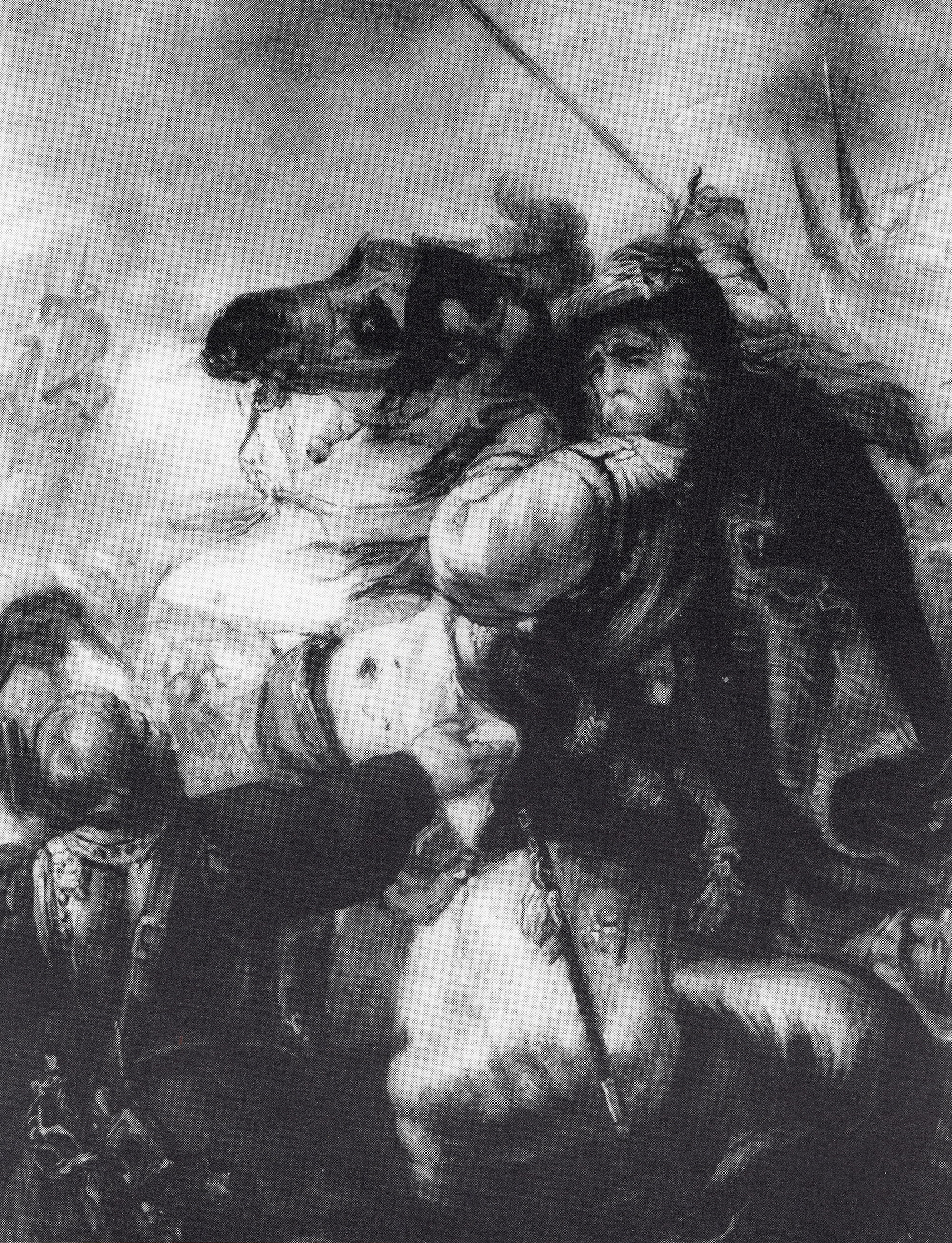
De graaf van Tilly, dodelijk gewond bij de overtocht van de Lech, ca. 1851
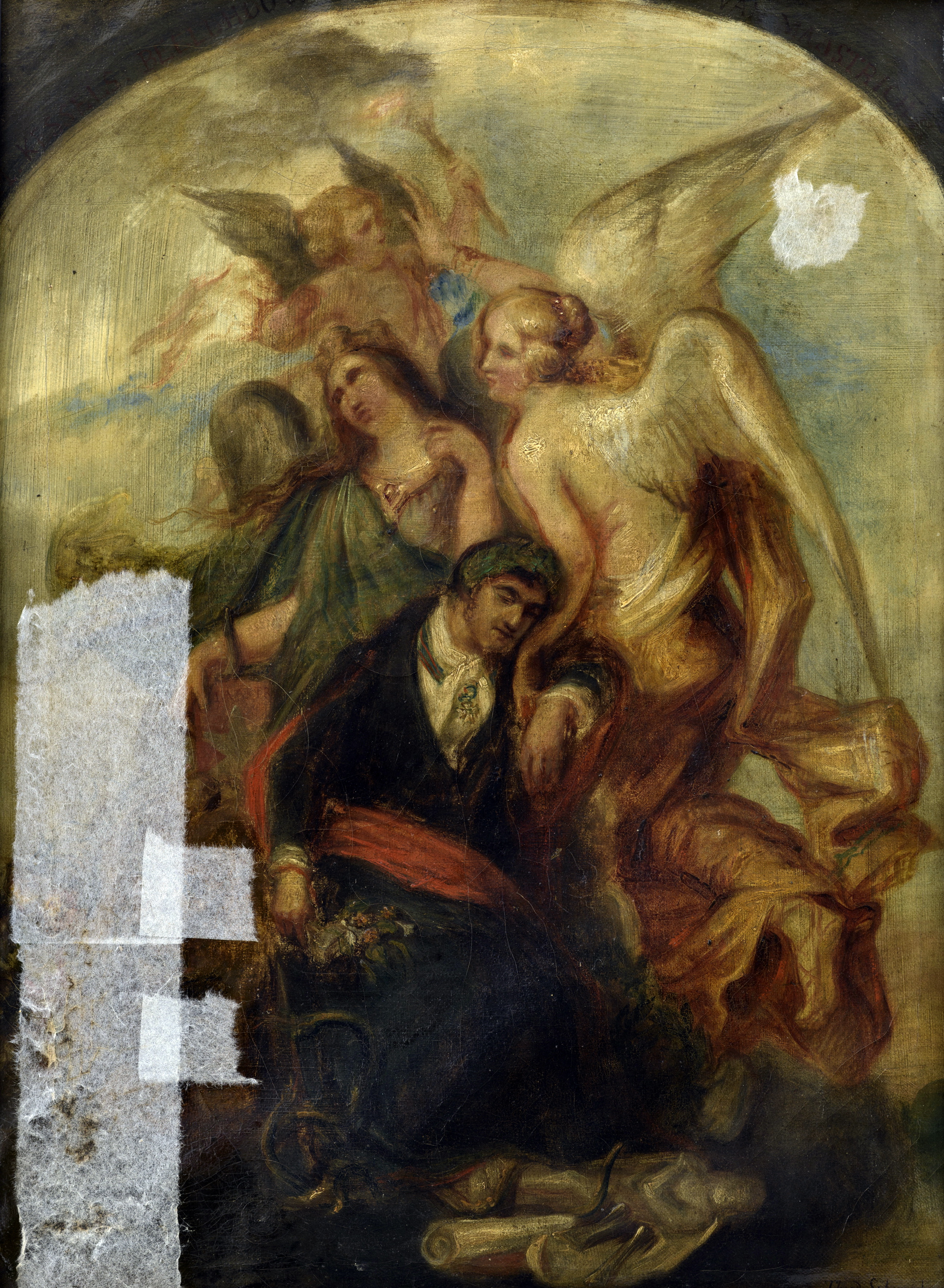
Allegorie op de dood van Mathieu Kessels, na 1836
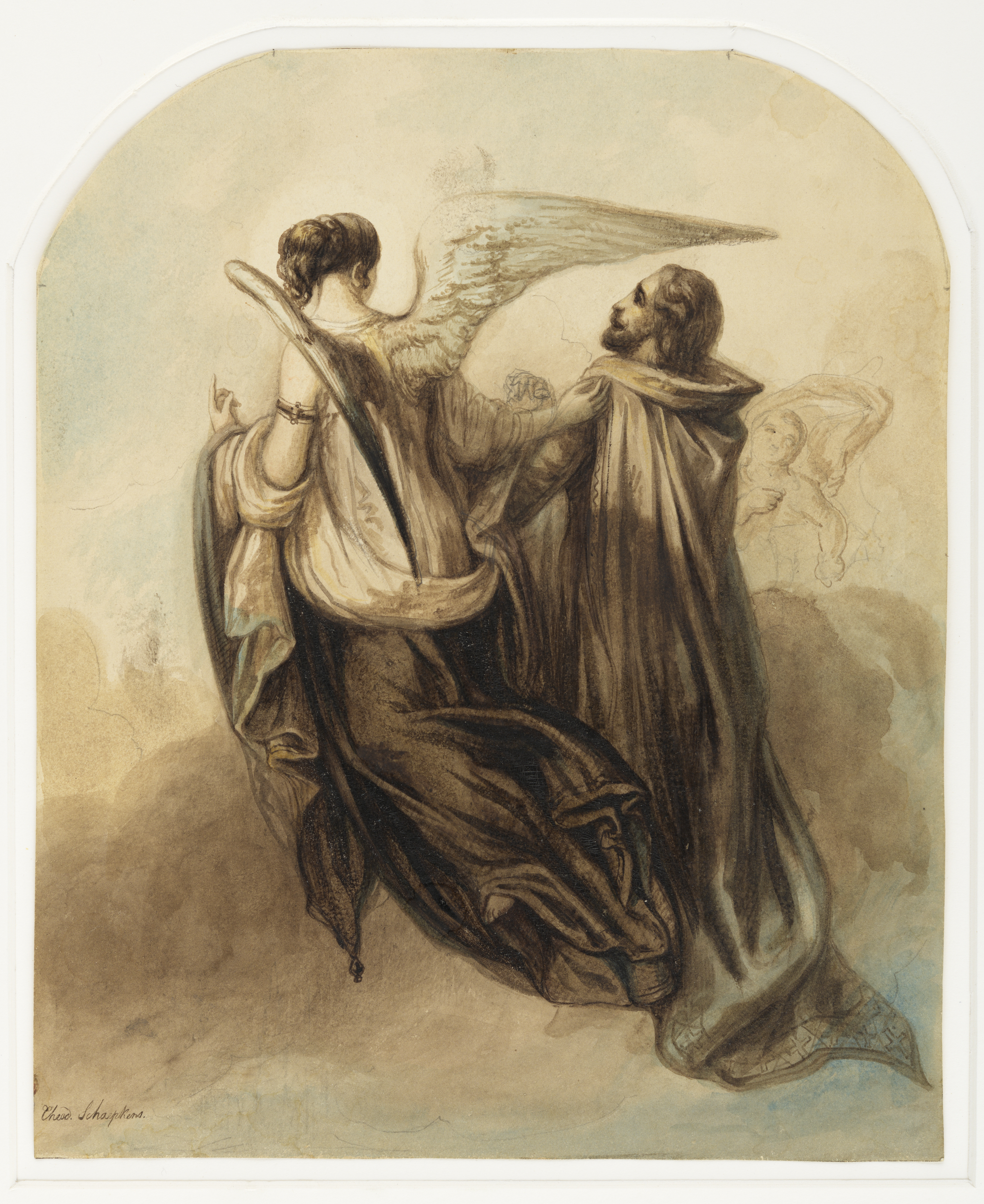
Allegorie op de dood van André van Hasselt, ca. 1875

Mythologische en religieuze schilderingen

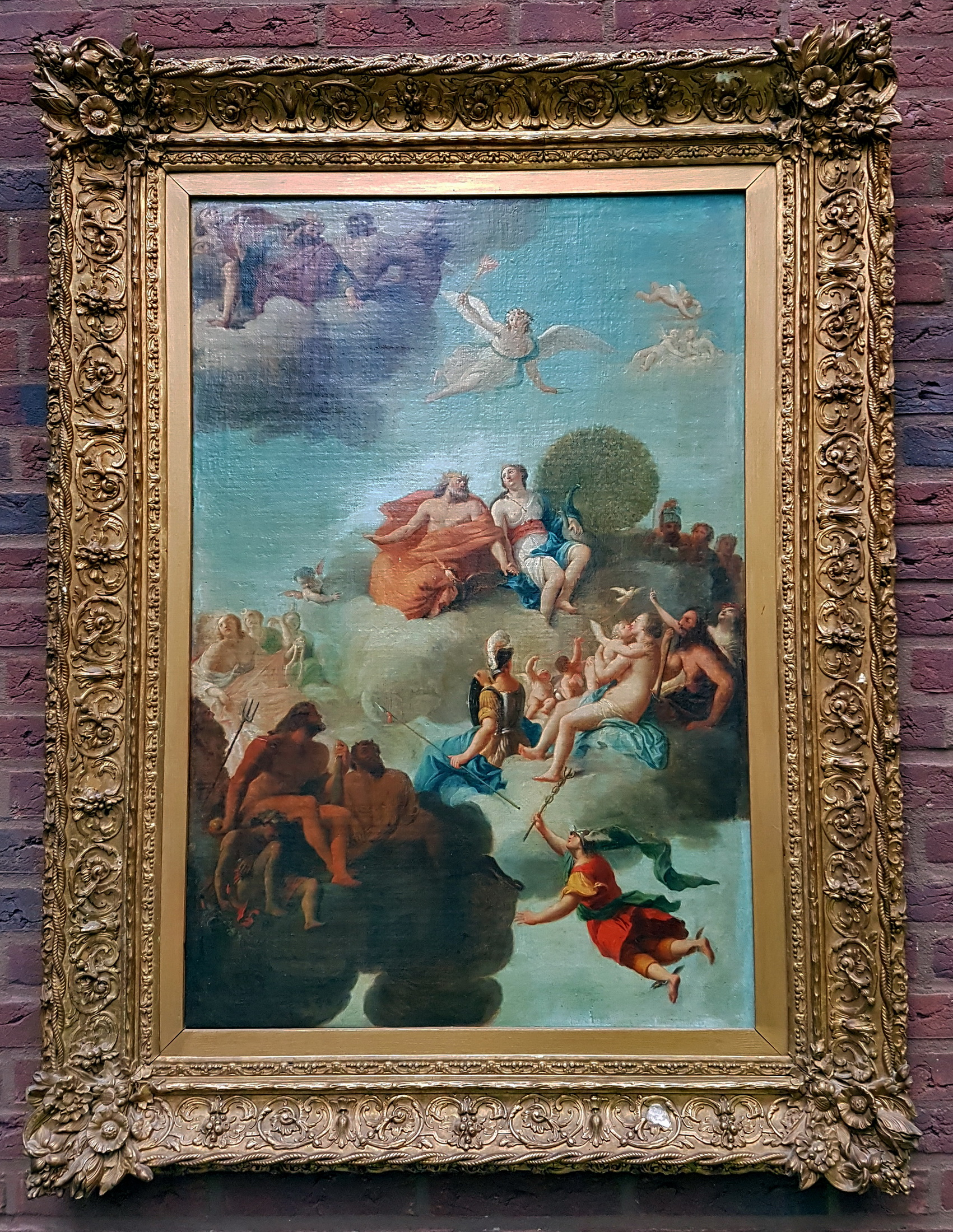
Mythologische voorstelling
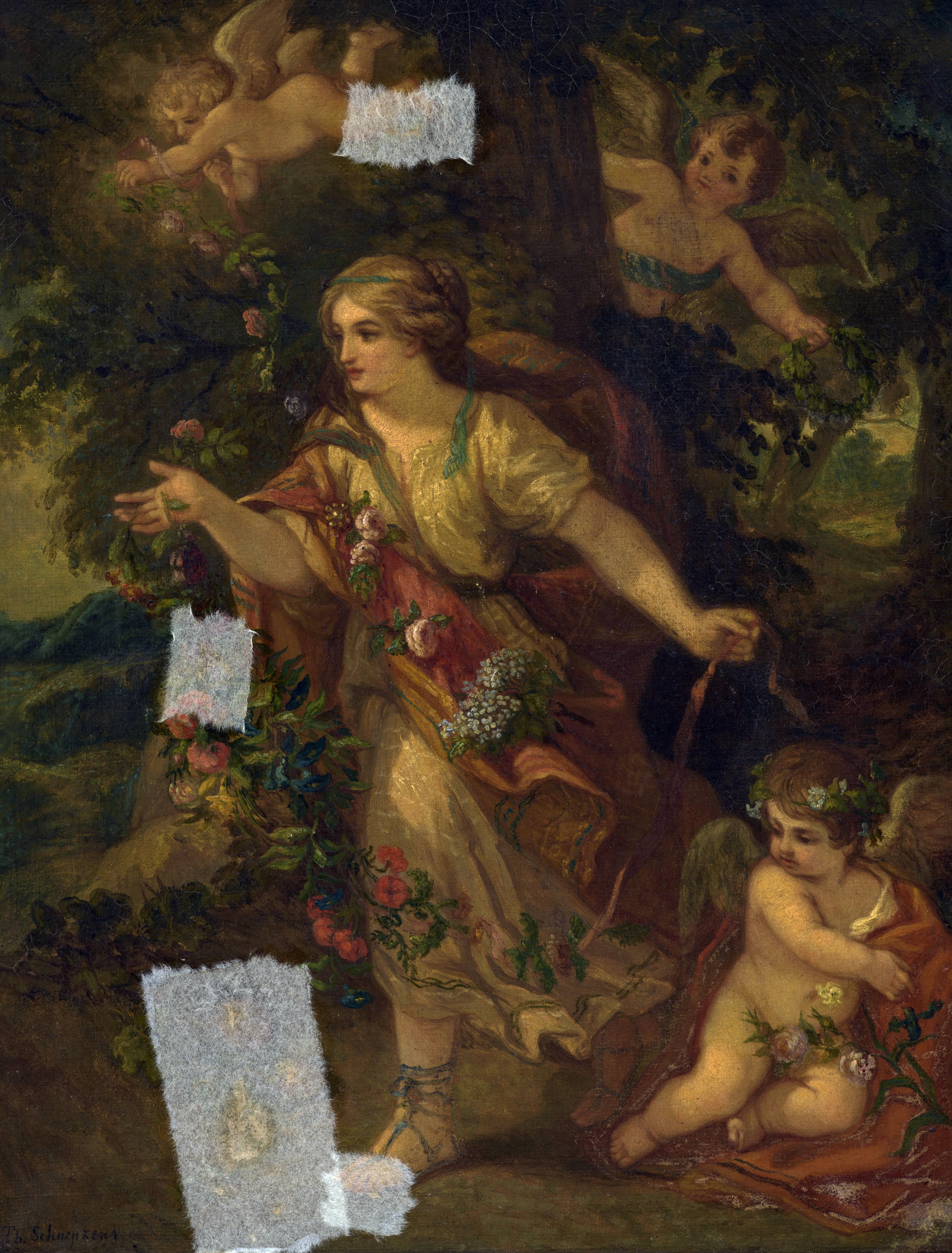
Vrouw met putti
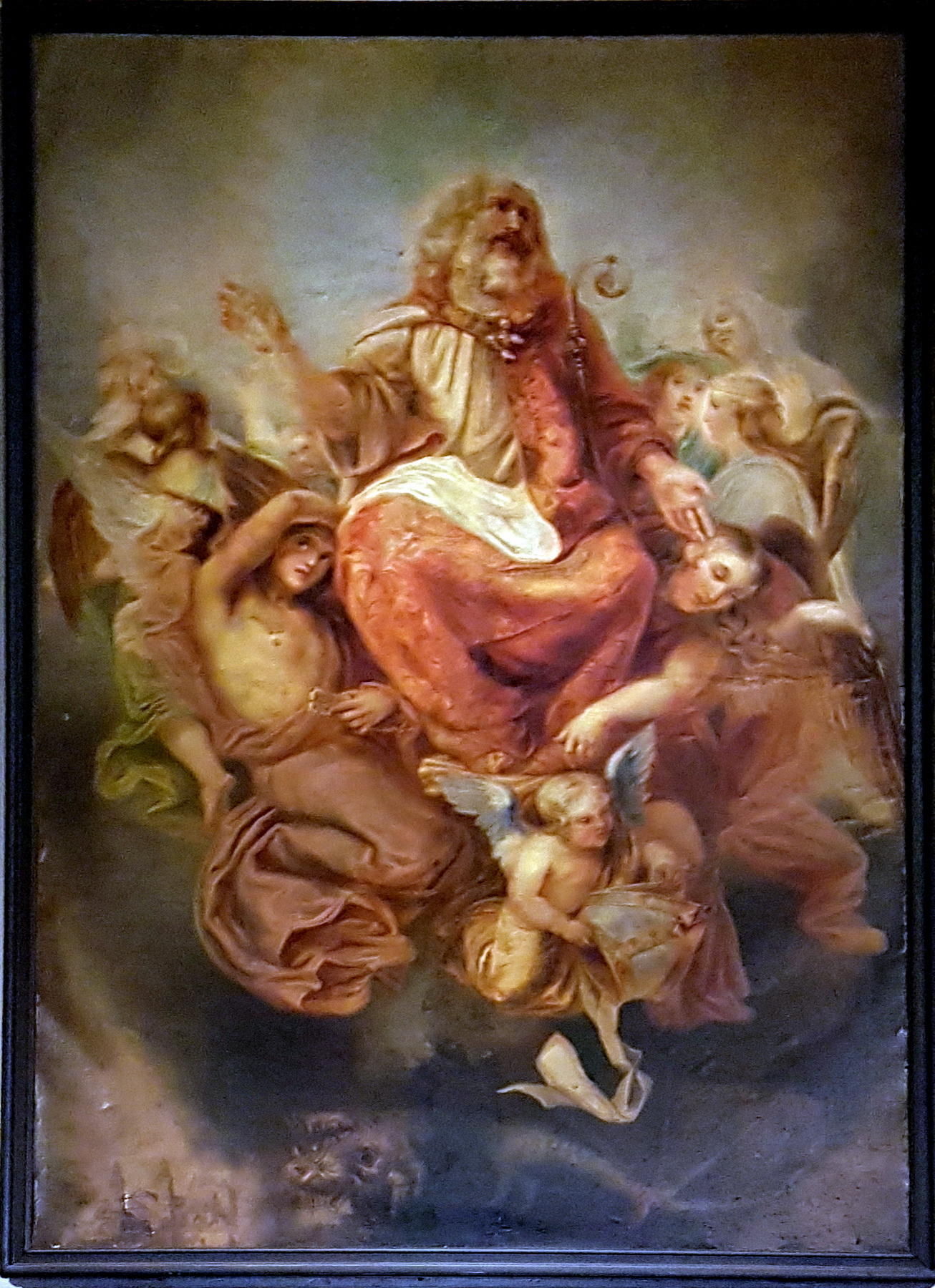
Apotheose van Sint-Servaas, 1837
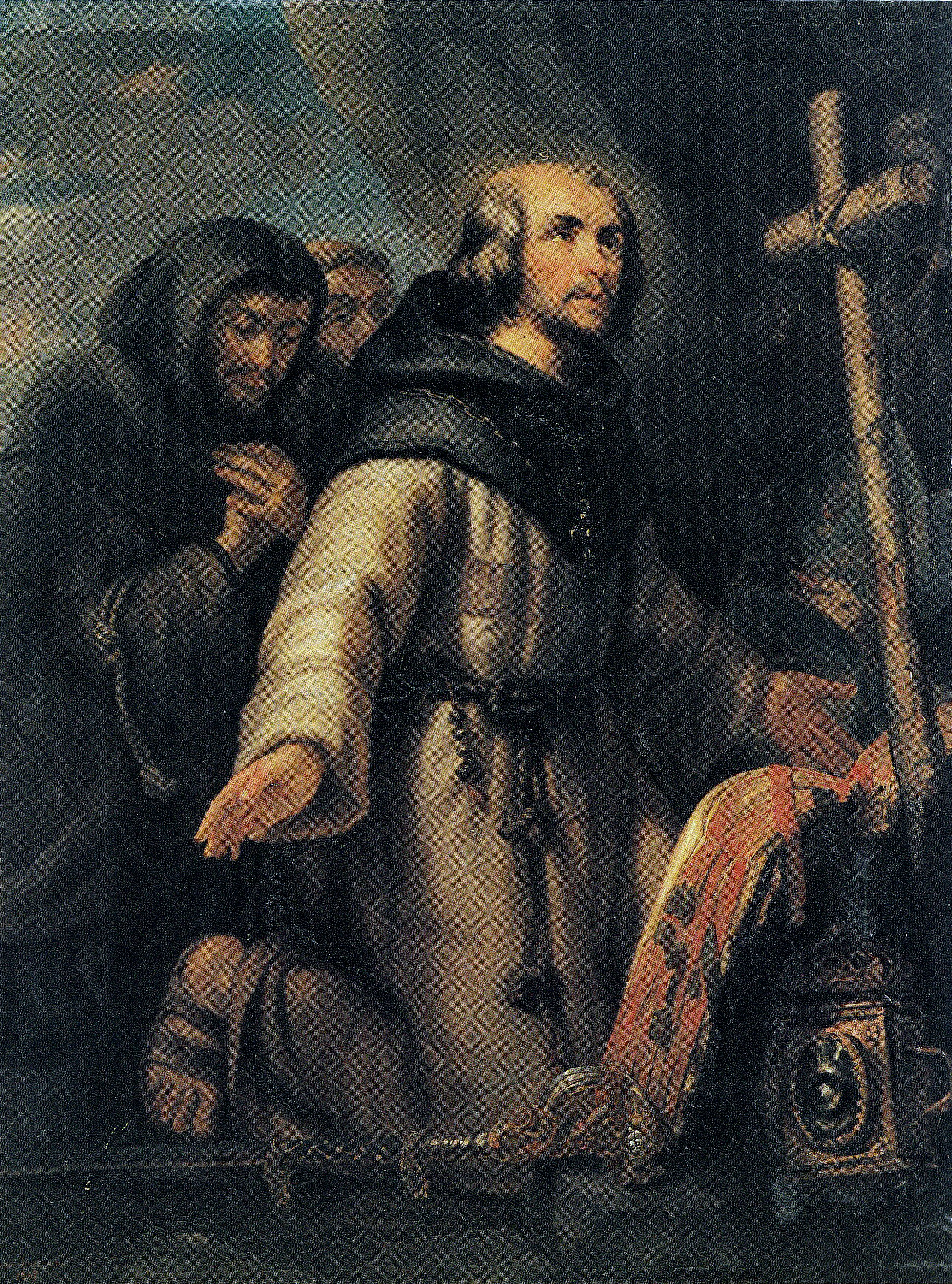
Sint-Lambertus en metgezellen, 1847

Tekeningen en prenten

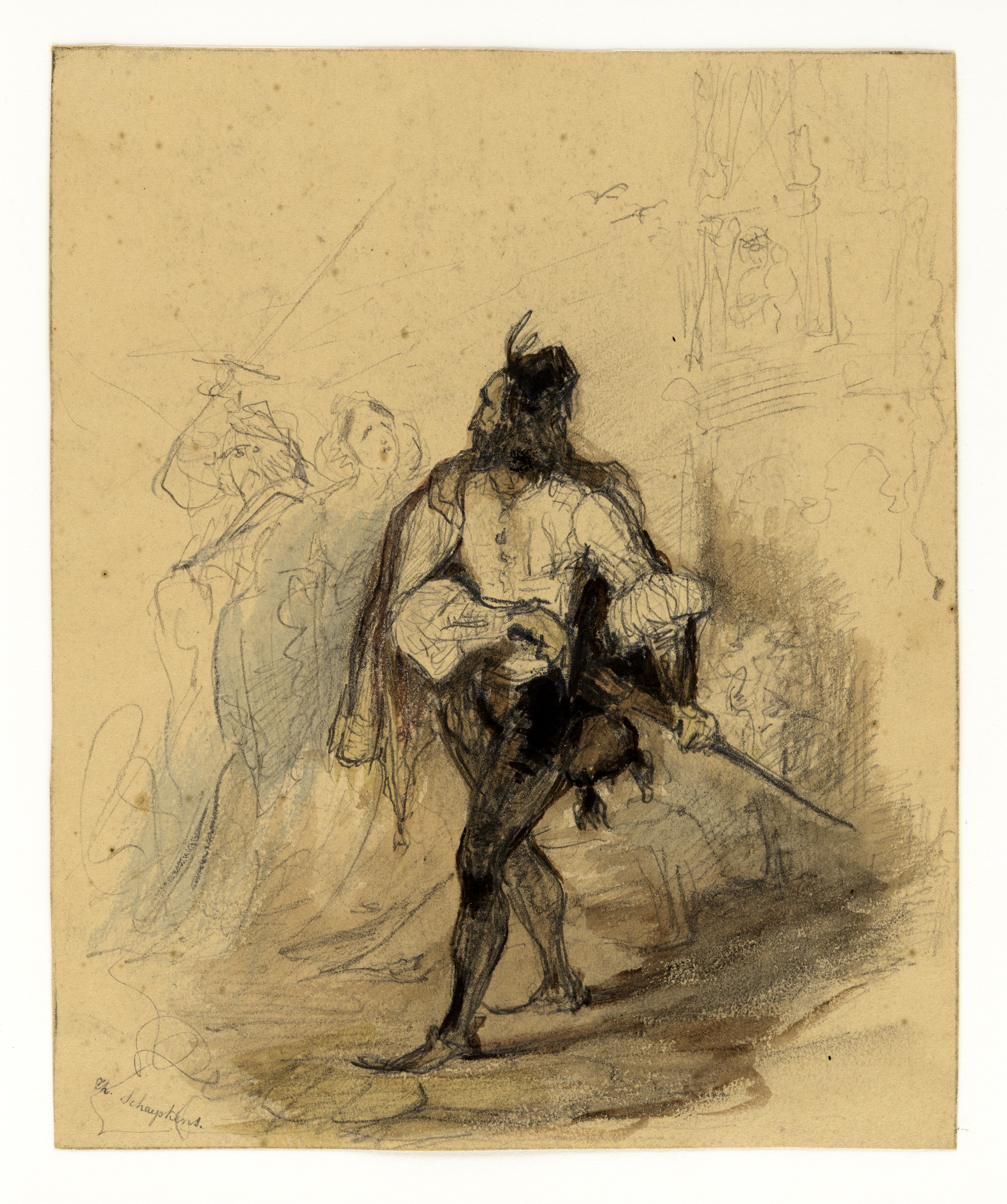
Figuurstudie (ingekleurde schets)
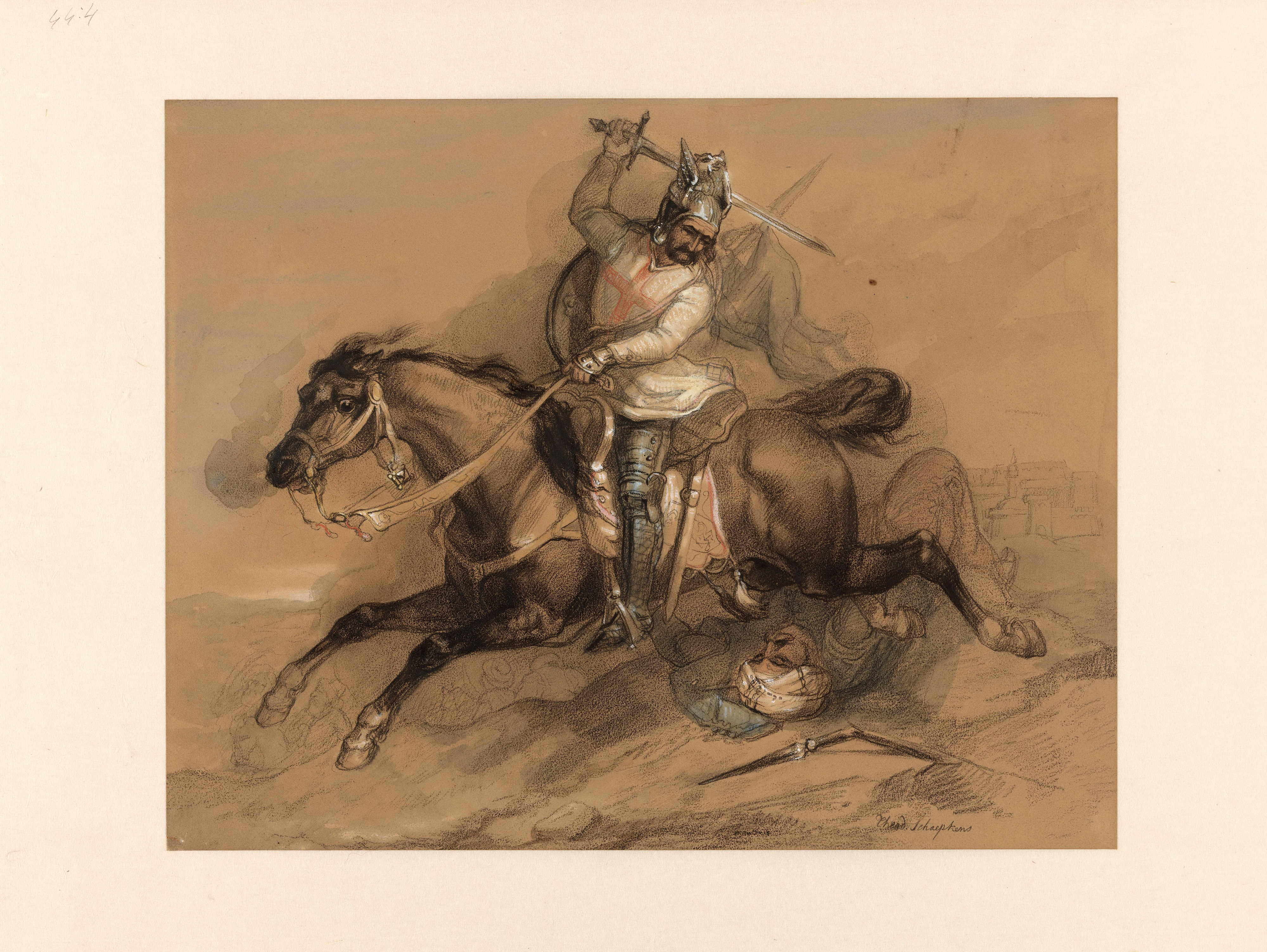
Kruisvaarder in actie (ingekleurde tekening)
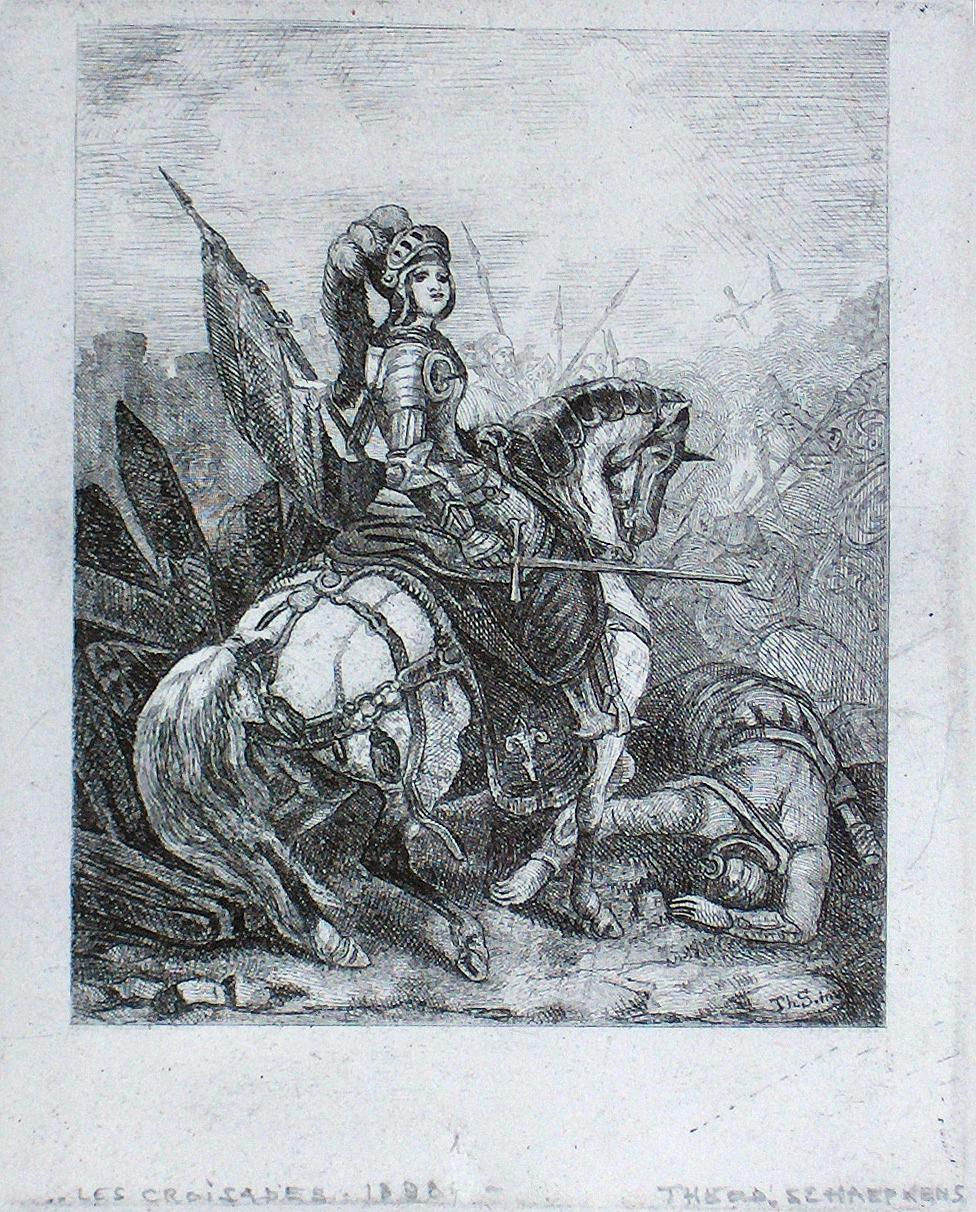
Jeanne d'Arc te paard (gravure)
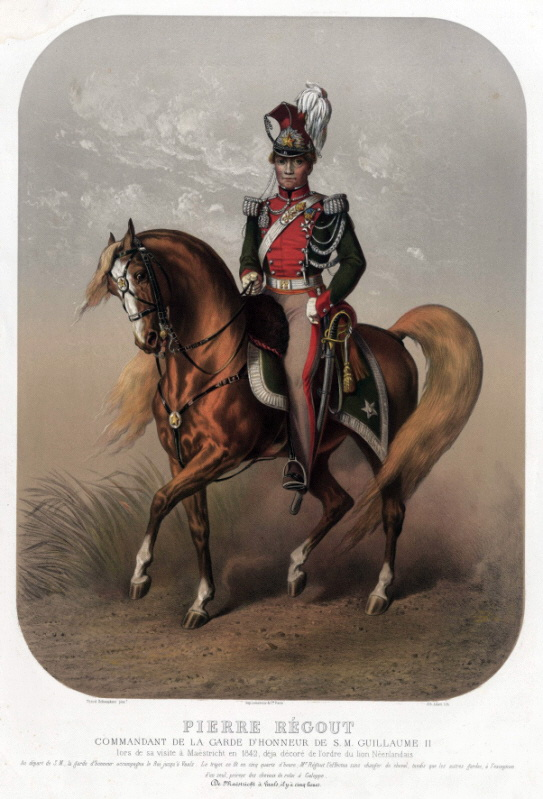
Ruiterportret van Petrus Regout (kleurenlithografie)

## Overige nalatenschap
Het marmeren borstbeeld dat Willem Geefs in 1834 van Théodore Schaepkens maakte, bevindt zich in het stadhuis van Brussel-Schaarbeek. Afgietsels bevinden zich in het Bonnefantenmuseum en het stadhuis van Maastricht. In 1920 werden in de hal van datzelfde stadhuis twee gebrandschilderde ramen geplaatst ter herinnering aan Théodore Schaepkens. Eén daarvan is een kopie van een zelfportret; de ander stelt het geboortehuis in de Grote Staat voor. Dit huis werd in 1930 sterk verbouwd. Een plaquette ontbreekt. In de wijk Sint Maartenspoort werd in 1911 een straat naar hem vernoemd, de Theodoor (sic!) Schaepkensstraat.

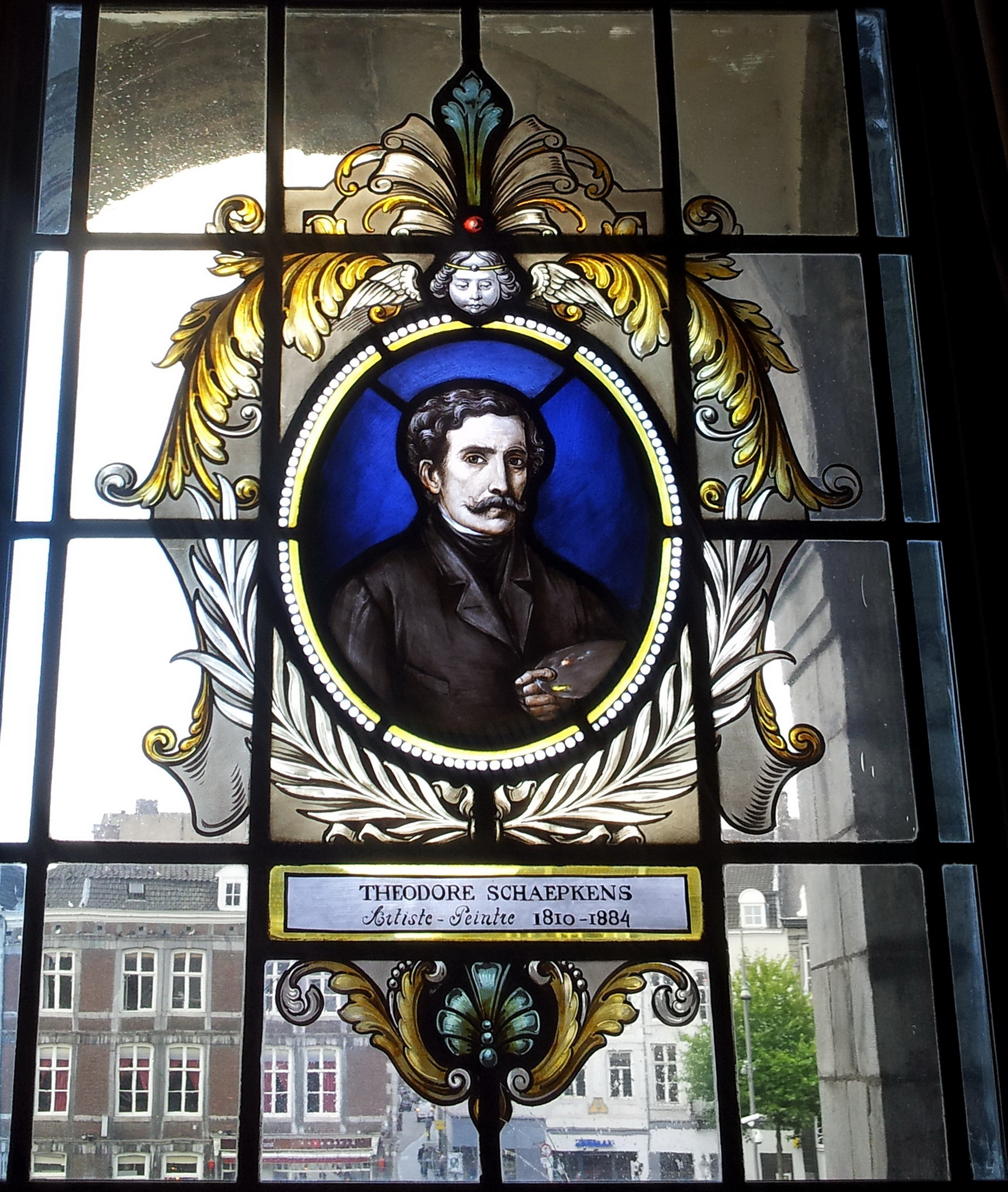
Stadhuis, gebrandschilderd venster met portret
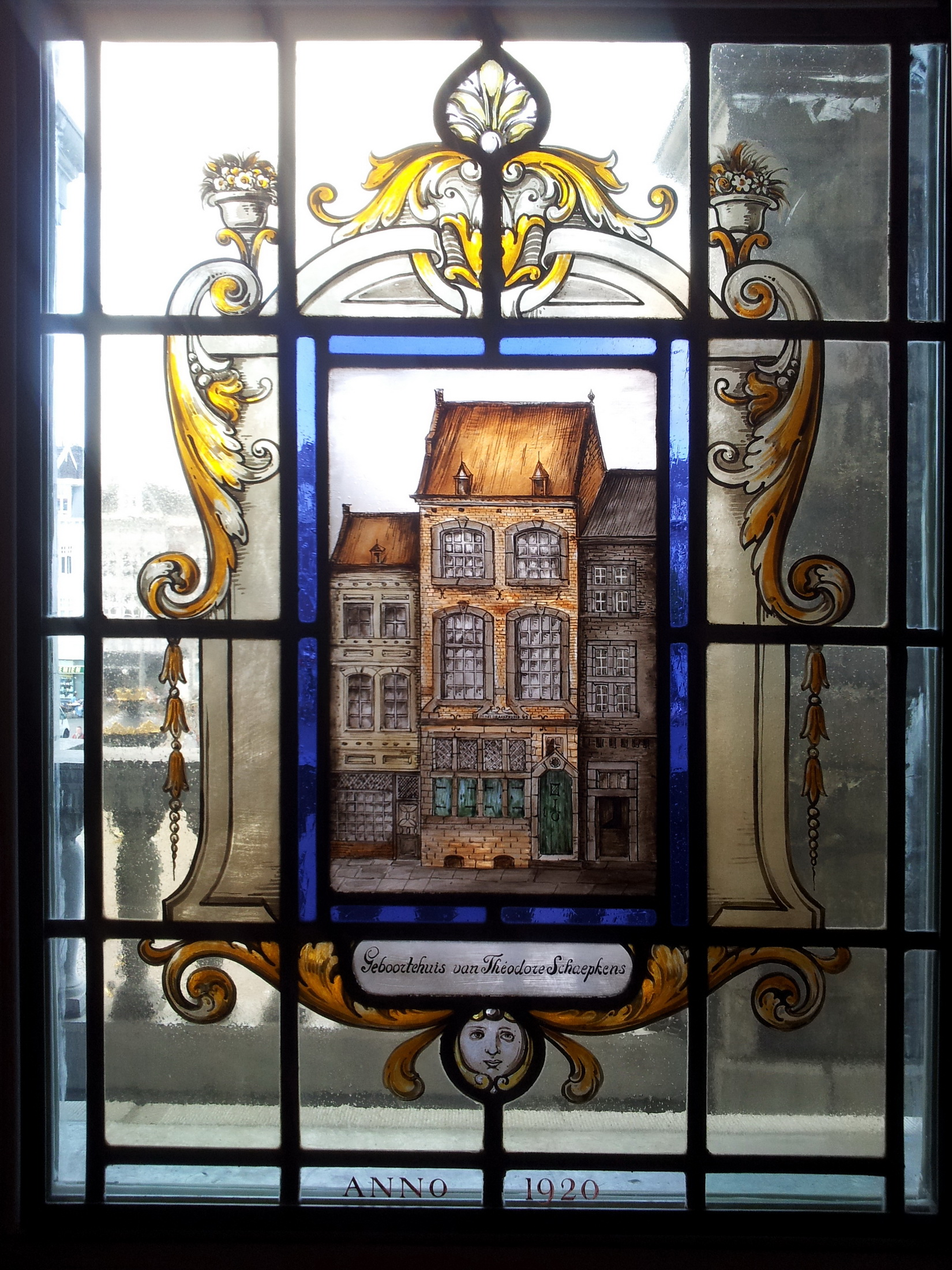
Idem, geboortehuis in de Grote Staat
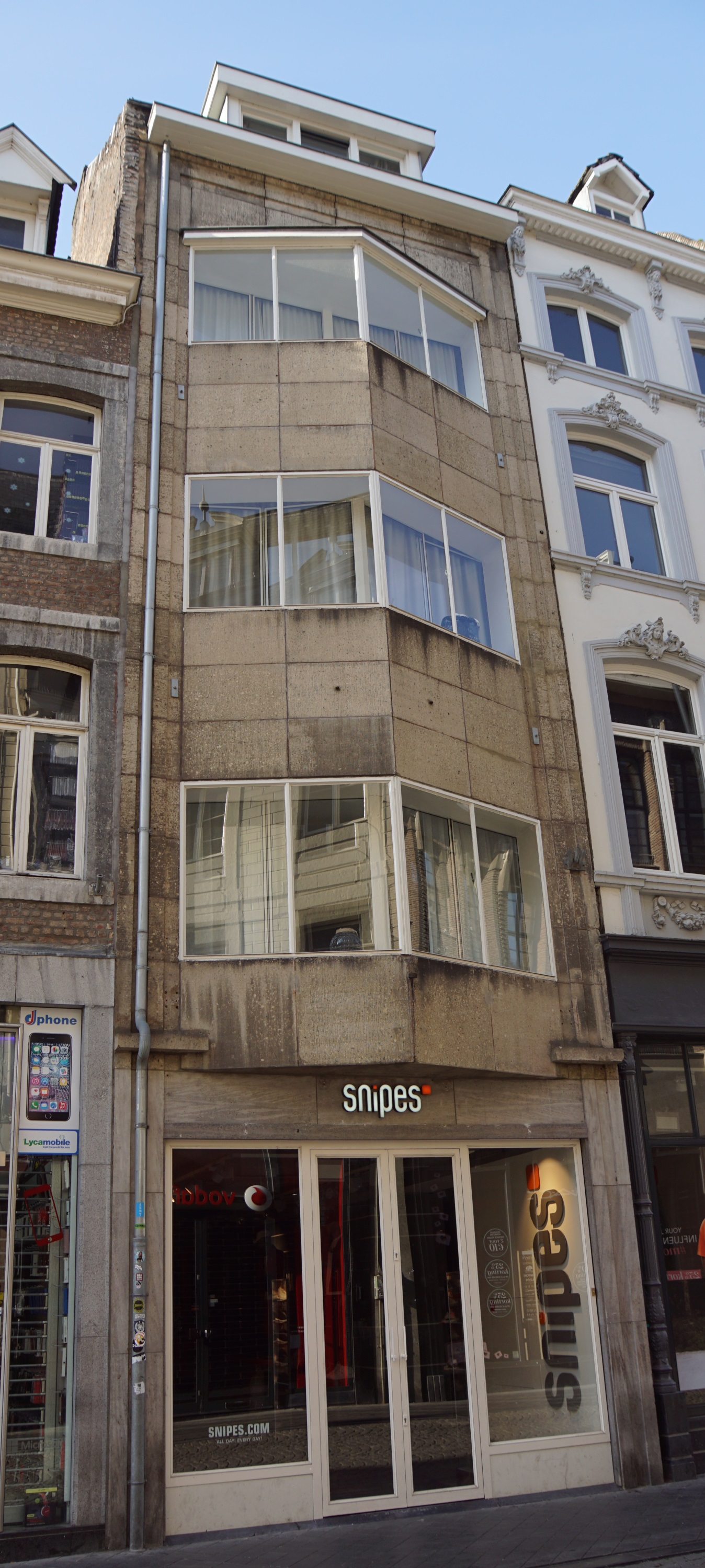
Grote Staat 23 met vernieuwde gevel
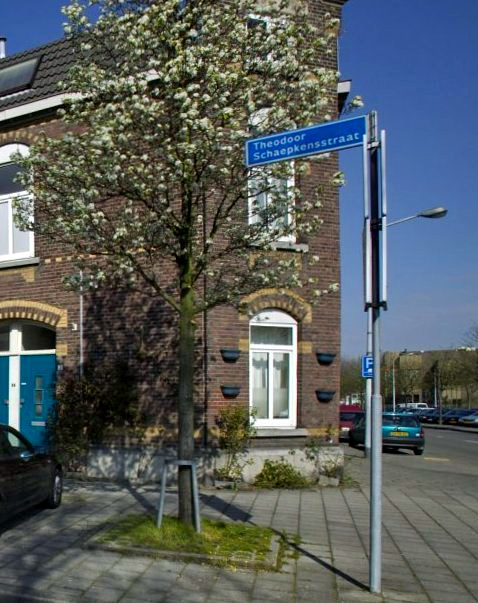
Straatnaambord Theodoor Schaepkensstraat